# Charles Burton (Ringer)
Charles Burton (* 9. Oktober 1973 in Ontario) ist ein ehemaliger US-amerikanischer Ringer. Er belegte bei den Olympischen Spielen 2000 in Sydney im freien Stil im Mittelgewicht den 5. Platz.

## Werdegang
Charles Burton begann während seiner High-School-Zeit 1987 mit dem Ringen. Er spezialisierte sich dabei auf den freien Stil. Er wohnte damals im Staate Nebraska und nahm dreimal an den Jugendmeisterschaften dieses Staates teil. 1989 belegte er dabei den 6. Platz, 1990 wurde er Vizemeister und 1991 Meister dieses Staates. Später besuchte er das College in Boise, wo er von Mike Davies trainiert wurde.
Im Jahre 1996 hatte er seinen nächsten größeren Erfolg zu verzeichnen, als er bei den NCAA-Championships (NCAA = US-amerikanischer Studenten-Sportverband) im freien Stil im Weltergewicht hinter Daryl Weber und Mark Branch den 2. Platz belegte. Im Jahre 1997 wurde er US-amerikanischer Studentenmeister der AAU (AAU = Amerikanische Athleten Union) im Weltergewicht. Er wurde daraufhin von diesem Verband bei den Panamerikanischen Meisterschaften in San Juan (Puerto Rico) eingesetzt und kam dort im Weltergewicht hinter Leonardo Diaz aus Kuba u. Manuel Garcia Cardones aus Puerto Rico auf den 3. Platz.
Zwischenzeitlich gehörte er auch dem New York AC (Athleten Club) an. Außerdem war er in den Jahren 1996/97 an der Iowa State University und von 1998 bis 2001 an der Indiana State University als Assistenz-Trainer tätig. Seit 2002 ist er Trainer an der Nebraska State University.
Seine Ringerkarriere hatte dann im Jahre 2000 seinen absoluten Höhepunkt. In diesem Jahre wurde er, von Duane Goldmann trainiert, bei den US-amerikanischen Meisterschaften im Mittelgewicht hinter Ex-Weltmeister Leslie Gutches Vizemeister. In der darauf folgenden Olympiaqualifikation (Trials) gelang ihm dann die Überraschung, indem er Leslie Gutches in drei Begegnungen besiegte und sich so das Startrecht bei den Olympischen Spielen in Sydney erkämpfte. In Sydney siegte er im Mittelgewicht über Alione Diouf aus dem Senegal, Gregory Martinetti aus der Schweiz und Yang Hyung-mo aus Südkorea und verlor gegen Mogamed Ibragimov aus Mazedonien und belegte damit einen hervorragenden 5. Platz.
Im Jahre 2000 startete er auch noch bei den Panamerikanischen Meisterschaften in Cali, Kolumbien. Er kam dort hinter Matthew Aaron White Rich aus Puerto Rico, aber vor Justin Abdou aus Kanada und Ricardo Garcia aus Mexiko auf den 2. Platz.
Im weiteren Verlauf seiner Karriere belegte er im Jahre 2001 bei den US-amerikanischen Meisterschaften im Mittelgewicht hinter Cael Sanderson noch einmal einen 2. Platz. Für weitere internationale Meisterschaften konnte er sich aber nicht mehr qualifizieren.

## Internationale Erfolge
| Jahr | Platz | Wettbewerb                                                | Gewichtsklasse | |
| 1997 | 3.    | Panamerikanische Meisterschaften in San Juan, Puerto Rico | Welter         | hinter Leonardo Diaz, Kuba u. Manuel Garcia Cardones, Puerto Rico, vor Olguin Sabua Montero, Dom. Rep.                                                 |
| 1998 | 3.    | FILA-Testrurnier in Colorado Springs                      | Welter         | hinter Christoph Freyer, Schweiz u. Daryl Weber, USA, vor Nicholas Ugoalah, Kanada                                                                     |
| 2000 | 2.    | „Dan-Kolew“-Turnier in Sofia                              | Mittel         | |
| 2000 | 1.    | „Takhty“-Cup in Teheran                                   | Mittel         | |
| 2000 | 2.    | Panamerikanische Meisterschaften in Cali, Kolumbien       | Mittel         | hinter Matthew Aaron White Rich, Puerto Rico, vor Justin Abdou, Kanada u. Ricardo Garcia, Mexiko                                                       |
| 2000 | 5.    | Olympische Spiele in Sydney                               | Mittel         | mit Siegen über Alioune Diouf, Senegal, Gregory Martinetti, Schweiz u. Yang Hyung-mo, Südkorea u. einer Niederlage gegen Mogamed Ibragimov, Mazedonien |
| 2001 | 1.    | Intern. Turnier in Kiew                                   | Mittel         | |
| 2001 | 1.    | Tropheo Milone in Rom                                     | Mittel         | |
| 2001 | 3.    | Welt-Cup in Baltimore                                     | Mittel         | hinter Ahmad Shekofteh, Iran u. Aslan Sanakojew, Usbekistan                                                                                            |
| 2002 | 3.    | „Dave-Schultz“-Memorial in Colorado Springs               | Mittel         | hinter Saschid Saschidow, Russland u. Lee Fullhart, vor Brandon Eggum, bde. USA                                                                        |
| 2002 | 5.    | „Oleg-Nanijew“-Turnier in Wladikawkas                     | Mittel         | hinter Rewas Mindoraschwili, Georgien, Taimuras Kotschijew, Wadim Tokajew u. Wadim Lalijew, alle Russland, vor Serhat Balci, Türkei                    |
| 2002 | 6.    | Intern. Turnier in Kiew                                   | Mittel         | mit Siegen über Andrei Lepeschko, Aserbaidschan u. Ahmed Mehmedow, Bulgarien u. einer Niederlage gegen Arkadij Zopa, Bulgarien                         |
| 2002 | 1.    | New York-AC-Open                                          | Mittel         | vor Ken Bigley u. Pat Popolizia, bde. USA u. Carl Rainville, Kanada                                                                                    |
| 2003 | 3.    | Welt-Cup in Boise                                         | Mittel         | hinter Chadschimurad Gazalow, Russland u. Cael Sanderson, USA, vor André Backhaus, Deutschland                                                         |

Anm.: alle Wettbewerbe im freien Stil, Weltergewicht, bis 2001 bis 76 kg, ab 2002 bis 74 kg Körpergewicht, Mittelgewicht, bis 2001 bis 85 kg, ab 2002 bis 84 kg Körpergewicht

## Nationale Erfolge
| Jahr | Platz | Wettbewerb                       | Gewichtsklasse |                                                          |
| 1996 | 3.    | NCAA-Championships               | Welter         | hinter Daryl Weber u. Mark Branch                        |
| 1997 | 1.    | Studentenmeisterschaften der AAU | Welter         |                                                          |
| 1999 | 8.    | USA-Meisterschaften              | Mittel         | Sieger: Leslie Gutches vor Jon McGovern                  |
| 1999 | 2.    | WM-Trials                        | Mittel         | hinter Leslie Gutches                                    |
| 2000 | 2.    | USA-Meisterschaften              | Mittel         | hinter Leslie Gutches, vor Lee Fullhart u. Aaron Simpson |
| 2000 | 1.    | Olympiatrials                    | Mittel         | vor Leslie Gutches                                       |
| 2001 | 2.    | USA-Meisterschaften              | Mittel         | hinter Cael Sanderson, vor Lee Fullhart u. Brandon Eggum |
| 2001 | 4.    | WM-Trials                        | Mittel         | hinter Brandon Eggum, Aaron Simpson u. Lee Fullhart      |
| 2002 | 4.    | USA-Meisterschaften              | Mittel         | hinter Cael Sanderson, Lee Fullhart u. Randy Pugh        |

Anm.: alle Wettbewerbe im freien Stil